# Liste der Monuments historiques in Nan-sous-Thil
Die Liste der Monuments historiques in Nan-sous-Thil führt die Monuments historiques in der französischen Gemeinde Nan-sous-Thil auf.

## Liste der Immobilien
| Bezeichnung           | Beschreibung                                                                               | Standort              | Kennzeichnung | Schutzstatus | Datum | Bild           |
| --------------------- | ------------------------------------------------------------------------------------------ | --------------------- | ------------- | ------------ | ----- | -------------- |
| Château de Beauregard | Burg, 14. Jahrhundert, im 16. und 17. Jahrhundert zum Schloss umgebaut; mit Gartenpavillon | Rue du Château (Lage) | PA00112567    | Inscrit      | 1987  | weitere Bilder |

## Liste der Objekte
| Bezeichnung                         | Beschreibung                                                                       | Standort                       | Kennzeichnung | Schutzstatus   | Datum | Bild |
| ----------------------------------- | ---------------------------------------------------------------------------------- | ------------------------------ | ------------- | -------------- | ----- | ---- |
| Relief Vision des heiligen Hubertus | Kalkstein, 16. Jahrhundert                                                         | in der Kirche St-Pierre (Lage) | PM21001618    | Classé         | 1931  |      |
| Skulptur Heilige Margaretha         | Kalkstein, farbig gefasst, zweite Hälfte des 15. Jahrhunderts                      | in der Kirche St-Pierre (Lage) | PM21001620    | Classé Inscrit | 1967  |      |
| Skulptur Petrus                     | Kalkstein, farbig gefasst, zweite Hälfte des 15. Jahrhunderts                      | in der Kirche St-Pierre (Lage) | PM21001621    | Classé         | 1967  |      |
| Deckel des Taufbeckens              | Kupfer, bezeichnet 1554                                                            | in der Kirche St-Pierre (Lage) | PM21003391    | Inscrit        | 1972  |      |
| Skulptur Heilige Katharina          | Stein, farbig gefasst, 17. Jahrhundert                                             | in der Kirche St-Pierre (Lage) | PM21003392    | Inscrit        | 1972  |      |
| Glocke                              | Bronze, 1510 gegossen                                                              | in der Kirche St-Pierre (Lage) | PM21001619    | Classé         | 1943  |      |
| Verkündigungsfenster                | Buntglas, erste Hälfte des 16. Jahrhunderts, Ende des 19. Jahrhunderts neu gefasst | in der Kirche St-Pierre (Lage) | PM21001622    | Classé Inscrit | 1967  |      |